# Semender
Semender (in russo Семендер?) è un insediamento di tipo urbano della Russia situato nel Daghestan. Fa parte del distretto urbano della città di Machačkala.